# Kaneko Kentarō

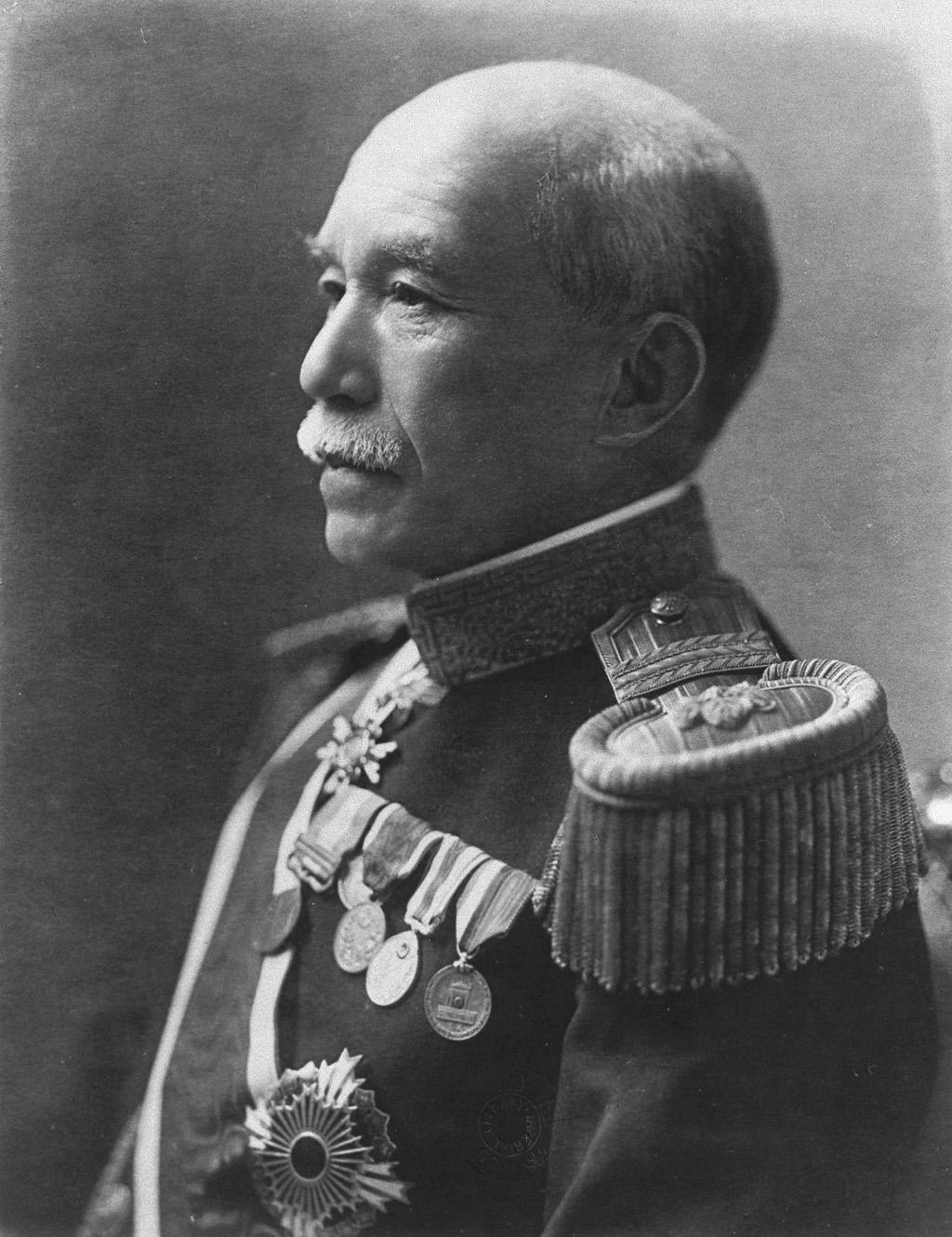
Kaneko Kentarō

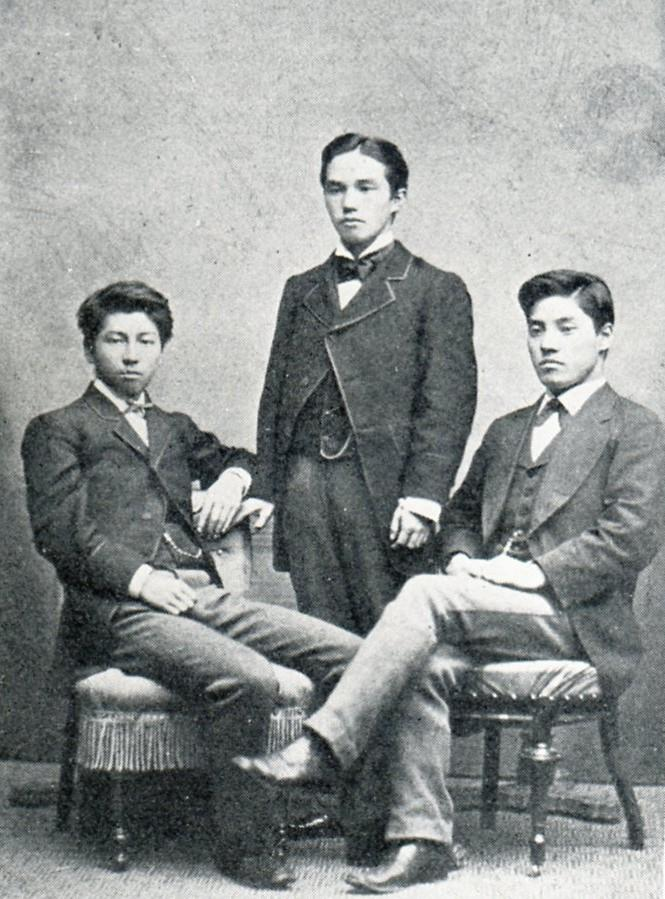
Kaneko in Boston

Hakushaku Kaneko Kentarō (japanisch 金子 賢太郎; * 13. März 1853 in Fukuoka; † 16. Mai 1942 in Tokio) war ein japanischer Politiker während der Meiji-Zeit. 1900 wurde er zum Baron (Danshaku), 1907 zum Vizegraf (Shishaku) und 1934 zum Graf (Hakushaku) ernannt. 

## Leben und Werk
Kaneko Kentarō wurde als Samurai in den Diensten des Kuroda-Klans geboren. 1871 wurde er im Rahmen Iwakura-Mission in die USA mitgenommen, wo er an der Universität Harvard Jura studierte und dort auch seinen Abschluss machte. Nach seiner Rückkehr wurde er Lehrbeauftragter für juristische Grundkurse an der Universität Tokio.
Von 1880 ab arbeitete er als Sekretär des Genrōin, wurde ab 1885 Privatsekretär von Itō Hirobumi und arbeitete mit seinen juristischen Kenntnissen mit an der Meiji-Verfassung. Danach wirkte er wieder für kurze Zeit Lehrbeauftragter an der Universität Tokio. 1890 wurde er Mitglied des Herrenhauses, des Oberhauses des Reichstages, 1894 für das erste Kabinett Itō stellvertretender Minister im Ministerium für Landwirtschaft und Handel, und 1898 im dritten Kabinett Itō dessen Minister. Von 1900 bis 1901 war er Justizminister im vierten Kabinett Itō.
Beim Ausbruch des Russisch-Japanischen Kriegs 1904 wurde Kaneko als Vertreter Japans in dieser Angelegenheit in die USA entsandt. 1906 wurde er Mitglied des Sūmitsu-in und blieb es bis zu seinem Tode. Nach Itōs Tod 1909 zog er sich aus der politischen Führung Japans zurück.